# Équipe du Cambodge féminine de hockey sur gazon
Maillots
L'Équipe du Cambodge féminine de hockey sur gazon représente le Cambodge dans les compétitions internationales féminines de hockey sur gazon.

## Histoire dans les tournois

### Coupe AHF
- 2016 - 8e

### Ligue mondiale
- 2016-2017 - 1er tour